# Cora Coralina
Ana Lins dos Guimarães Peixoto (Goiás, 20 de agosto de 1889 - Goiânia, 10 de abril de 1985), conocida como Cora Coralina, era una poeta brasileña, considerada una de las más grandes del siglo XX en idioma portugués.

## Biografía
Escribió sobre la situación de la mujer, la vida en el Estado de Goiás, la pobreza del Nordeste brasileño y el misterio de los ritos afrobrasileños. 
Su poesía integró casi todas las culturas de Brasil. Fue contemporánea de Alfonsina Storni, Juana de Ibarbourou y Gabriela Mistral. Casi todos sus libros han tenido más de diez ediciones. 
Se casó y se fue a vivir a Sao Paulo, donde tuvo cuatro hijos. Enviudó y se dedicó a la actividad agrícola en una pequeña finca del interior del estado. Sus libros más conocidos son Poemas dos becos de Goiás e estorias mais y Estorias da Casa Velha da Ponte.
En 1984, la Unión Brasileña de escritores la nombró «personalidad literaria del año». En ese momento Carlos Drummond de Andrade (poeta mayor de Brasil y uno de los más grandes de América Latina) dijo: Admiro a Cora Coralina y la amo como alguien que vive en estado de gracia con la poesía. Su verso es agua corriente, su lirismo tiene la fuerza y la delicadeza de las cosas naturales.

## Obra

### Libros[5]
- Estórias da Casa Velha da Ponte (cuentos)
- Poemas dos Becos de Goiás e estórias mais (poesías)
- Meninos Verdes (para niños)
- Meu Livro de Cordel
- O Tesouro da Casa Velha
- A Moeda de Ouro que o Pato Engoliu (para niños)
- Vintém de Cobre
- As Cocadas (para niños)

## Honores

### Eponimia
Kora corallina Simone, 2012, una especie de caracol terrestre brasileño, se llama en su honor.

### Otras lecturas
- Clóvis Carvalho Britto, Rita Elisa Seda:  Cora Coralina - Raízes de Aninha. Editora Idéias & Letras, 2011, 1ª ed.
- Darcy França Denófrio: Cora Coralina - Coleção Melhores Poemas - Global Editora, 2004
- Darcy França Denófrio, Goiandira Ortiz de Camargo; Cora Coralina: Celebração da Volta. Cânone Editorial, 2006
- Kintto Lucas, Mujeres del siglo XX, Ediciones Abya-Yala, 1997, ISBN 9978-04-921-1
- Vicência Bretas Tahan: Cora Coragem, Cora Poesia. Global Editora, 1989
- Vicência Bretas Tahan: Villa Boa de Goyaz. Global Editora, 2001